# Ottavio Ferrari
Ottavio Ferrari (Milán, 1607 - Padua, 1682) fue un humanista, anticuario y helenista italiano.

## Biografía
Ottavio Ferrari fue catedrático de elocuencia y griego en la Universidad de Padua, y historiógrafo de la ciudad de Milán. Tenía compuestos ya siete libros de su historia, mas observando que había guardado muy poca exactitud, temiendo ofender la casa de Austria, de que era súbdito, o bien al rey de Francia, del cual había recibido muchos beneficios, prefirió renunciar al título y las gratificaciones de historiógrafo antes que continuar en sus trabajos, oponiéndose desde luego a la publicación de los que tenía ya hechos. Dejó muchas obras, cuya lista se halla en la Bibl. script. mediol. de Argelati, tomo 1. Las principales son : Origenes linguæ Italicæ, Pádua 1676 en fólio. – Analecta de re vestiaria et lato clavo, ad Alberti Rubenii comment. de re vestiaria ; accedit dissertatio de lucernis sepulcralibus, 1670 en 4. Prolusiones XXVI ; epistolæ, formulæ ad capienda doctoris insignia, inscriptiones, id. 1668, en 4. – Electorum libri duo, Pádua 1679 en 4. – Muchas disertaciones sobre diferentes objetos de antigüedades, y un Elogio de Luis XIV, que valió al autor una pensión anual de quinientos escudos. Ottavio Ferrari murió en Pádua en 1682, universalmente amado y respetado no tan solo por su sabiduría, si que también por sus cualidades morales, y sobre todo por su carácter amable que le mereció, según el Diccionario histórico de Basano, el sobrenombre honorífico de Pacifico y de Conciliador.